# Landolphia breviloba
Landolphia breviloba är en oleanderväxtart som beskrevs av J.G.M. Persoon. Landolphia breviloba ingår i släktet Landolphia och familjen oleanderväxter. Inga underarter finns listade i Catalogue of Life.